# كليفلاند أبوت
كليفلاند أبوت (بالإنجليزية: Cleveland L. Abbott)‏ هو لاعب كرة قاعدة أمريكي، ولد في 9 ديسمبر 1892 في ينكتون في الولايات المتحدة، وتوفي في 14 أبريل 1955 في توسكيجي في الولايات المتحدة.